# لائورا فازلیو
لائورا فازلیو (انگلیسی: Laura Fazliu؛ زادهٔ ۲۸ سپتامبر ۲۰۰۰) جودوکار زن اهل کوزوو است.